# Arturo Cepeda
José Arturo Cepeda Escobedo (ur. 15 maja 1969 w San Luis Potosí w Meksyku) – amerykański duchowny katolicki pochodzenia meksykańskiego, biskup pomocniczy Detroit od 2011.

## Życiorys
Święcenia kapłańskie otrzymał z rąk abpa Patricka Floresa w dniu 1 czerwca 1996 i został inkardynowany do archidiecezji San Antonio. Po kilkuletnim stażu wikariuszowskim przy katedrze objął funkcję dyrektora wydziału kurialnego ds. duszpasterstwa powołań. Od 2009 wicerektor seminarium, a od 2010 jego rektor.
18 kwietnia 2011 mianowany biskupem pomocniczym Detroit ze stolicą tytularną Tagase. Sakry udzielił mu metropolita – arcybiskup Allen Vigneron.